# 吳健秋
吳健秋（1962年—），日文名荒木健秋（日语：／ Araki Kenkyu），前中國女子羽球運動員。
在中國於1981年加入國際羽毛球聯合會（現為羽毛球世界聯合會）之後的頭幾年，吳健秋是中國最優秀的女子單打和雙打球員之一。她在1982年初贏得了丹麥羽球公開賽女子單打冠軍。1983年，她與徐蓉獲得了著名的全英羽球公開賽女子雙打冠軍，並在女子單打決賽中輸給同胞張愛玲而獲得亞軍。1983年IBF世界錦標賽上，她又與徐蓉一起獲得女子雙打銅牌。1985年，她在女子單打賽事方面贏得了日本羽球公開賽冠車和IBF世界錦標賽亞軍（在半決賽中擊敗當代頂尖的李玲蔚）。
吳健秋是中國參賽優霸盃（女子團體國際賽）的成員，在1984年和1986年都贏得了冠軍。
1989年前往日本執教，其夫朱淳（日文名：荒木淳）為專業運動防護員，兩人之女荒木茜羽、荒木萌惠皆為羽球運動員。